# Parc André-Citroën

Parc André Citroën

Parc André-Citroën är en park i Paris. Den har fått sitt namn efter Citroëns grundare André Citroën. På platsen fanns den första Citroën-fabriken 1919–1974. 1992 invigdes parken som tagits fram av landskapsarkitekter och formgivare som Alain Provost, Gilles Clément, Patrick Berger, Jean-Paul Viguier och François Jodry. Parken består av en stor central park och den vita trädgården och den svarta trädgården. 